# Флин Флон
Флин Флон (енгл. Flin Flon) је рударски градић на граници канадских провинција Манитоба и Саскачеван. Највећи део града се налази на територији Манитобе. Према попису из 2011. у граду су живела 5.592 становника. Највећи део градске територије од укупно 16,25 km² налази се на територији Манитобе (13,88 km²), док је знатно мањи део територије административно у Саскачевану (2,37 km²).
Град је основан 1927. као радничко насеље уз руднике бакра и цинка. У близини града налазе се поља засађена марихуаном која се користи у медицинске сврхе.

## Историја
Насеље Флин Флон основала је рударска компанија Hudson Bay Mining and Smelting 1927. са циљем успешније експлоатације налазишта бакра и цинка из околине. Већ 1928. насеље је железницом повезано са остатком земље. Насеље је 1933. добило статус самоуправне општине, а 1964. и статус варошице у обе провинције. Од 1970. Флин Флон има административни статус града.
Насеље је добило име по измишљеном лику из приповетке енглеског новинара и књижевника Џејмса Престона Мадока. 

## Демографија
Према резултатима пописа становништва из 2011. у граду су живела 5.592 становника у укупно 2.739 домаћинства, што је пад од 4,2% у односу на 5.836 житеља колико је регистровано  приликом пописа 2006. године.
| 1996. | 2001. | 2006. | 2011. |
| ----- | ----- | ----- | ----- |
| 6.861 | 6.267 | 5.836 | 5.592 |